# Chhāta
Chhāta är en ort i Indien.   Den ligger i distriktet Mathura och delstaten Uttar Pradesh, i den norra delen av landet, 110 km söder om huvudstaden New Delhi. Chhāta ligger 195 meter över havet och antalet invånare är 21 260.
Terrängen runt Chhāta är mycket platt. Runt Chhāta är det tätbefolkat, med 476 invånare per kvadratkilometer. Närmaste större samhälle är Kosi, 10,5 km nordväst om Chhāta. Trakten runt Chhāta består till största delen av jordbruksmark.